# Антипов, Сергей Арьевич
Серге́й А́рьевич Анти́пов (18 сентября 1959, Москва — 1 февраля 2015, там же) — российский телережиссёр и телеведущий.

## Биография
Родился 18 сентября 1959 года в Москве. Отец — Арий Михайлович Антипов, военный связист. Мать — Лидия Алексеевна Антипова, переводчица. Учился в школе № 701. Занимался музыкой. В 1976 году поступил в МЭИС на факультет радиосвязи и радиовещания. В студенческие годы играл в театральной студии. По окончании института работал в НИИ радио, руководил детским самодеятельным театром. На телевидение попал случайно: знакомые пригласили поучаствовать в массовке «Огонька».

### Телевидение
Телевизионную карьеру начал в Главной редакции музыкальных программ Центрального телевидения в 1983 году, работая там внештатно администратором. В 1986 году зачислен в штат ЦТ, стал ассистентом режиссёра и редактором. Работал на съёмках передач «Утренняя почта», на праздничных музыкальных программах «Огонёк», на съёмках песенных конкурсов в Юрмале. В 1989 году окончил Высшие режиссёрские курсы. Был режиссёром трансляций концертов популярных отечественных исполнителей и звёзд мировой музыкальной культуры: Монсеррат Кабалье, Тины Тёрнер, Дэвида Боуи, Патрисии Каас и других. Организовывал и проводил прямые трансляции церемоний вручения премий «ТЭФИ», «Ника», фестивалей «Кинотавр», «Славянский базар», конкурсов песни «Евровидение» и других фестивалей, общественно-политических телемарафонов и международных телемостов. Работал на каналах РТР, ТВ Центр, «Культура» и других.
С 2000 по 2006 год являлся заведующим отделом музыкальных программ телекомпании «ТВ Центр» (ТВЦ).

### «Программа „А“»
В 1989 году Сергеем Антиповым была создана «Программа „А“». Программа специализировалась на необычных и перспективных музыкальных явлениях, альтернативной и некоммерческой музыке, русском роке. Концепция передачи определялась как «музыка для умных». По выражению журналистов, «Программа „А“» была оплотом и бункером рок-поколения на Центральном телевидении, а создатели передачи тяготели к жёсткому и бескомпромиссному року. На концерты в прямом эфире редакция передачи приглашала только те группы, которые были ей интересны, и брать деньги с музыкантов (и, соответственно, показывать коммерческих музыкантов за деньги) категорически отказывалась. Одним из условий было то, что в Программе «А» показывались только премьеры видеоклипов, и только удовлетворяющих редакцию по качеству. «Программа „А“» достигла пика своей популярности в середине 1990-х, выходя на канале РТР.
В 1999 году «Программе „А“» исполнилось 10 лет. Юбилей был отмечен большим праздничным концертом. Первое отделение снималось в клубе и носило более «эстрадный» оттенок (хотя, по сложившейся традиции, там тоже все пели живьём). А во второй части программы была организована прямая трансляция «квартирника» из обычной московской квартиры на Чистых прудах, принадлежавшей Сергею Антипову. В «квартирнике» участвовали Юрий Шевчук, Владимир Шахрин и Владимир Бегунов, Дмитрий Ревякин, Сергей Рыженко, Александр Васильев и Ян Николенко.
В конце 1990-х программа стала выходить на канале ТВ Центр в виде еженедельной передачи «К 10-летию „Программы А“». Эфир состоял из архивных «живых» концертов и небольших интервью с их участниками. После 2000 года «Программа „А“» изредка появляется в эфире канала «Ностальгия», но лишь в виде повторов старых записей.
Сергей Антипов умер 1 февраля 2015 года в Москве. Похоронен на столичном Кунцевском кладбище.

## Награды
- 1996 — медаль ордена «За заслуги перед Отечеством» II степени[14]